# Philippe Dulbecco
 (mai 2025).
Motif : WP:CAA- Où sont les sources centrées sur le sujet, nationale ou internationale sur la durée ?
- Archive Wikiwix
- Bing
- Cairn
- DuckDuckGo
- E. Universalis
- Gallica
- Google
- G. Books
- G. News
- G. Scholar
- Persée
- Qwant
- (zh) Baidu
- (ru) Yandex
- (wd) trouver des œuvres sur Wikidata

| 1. | Préciser le motif de la pose du bandeau. | Précisez le motif de la pose du bandeau en utilisant la syntaxe suivante : {{admissibilité à vérifier\|date=juin 2025\|motif=remplacez ce texte par le motif}}                         |
| 2. | Informer les utilisateurs concernés.     | Pensez à avertir le créateur de l'article, par exemple, en insérant le code ci-dessous sur sa page de discussion : {{subst:avertissement admissibilité à vérifier\|Philippe Dulbecco}} |

 (décembre 2024).
 (mai 2025).
Pour les articles homonymes, voir Dulbecco.
Philippe Dulbecco, né le 29 juin 1966 à Monaco, est un économiste, universitaire et haut fonctionnaire français.
Professeur agrégé des universités en économie, inspecteur général de l’administration, de l’éducation nationale et de la recherche, et ancien président de l’université d’Auvergne-Clermont 1, il est recteur de l’académie de Guyane entre 2019 et mars 2025, puis recteur de l'académie de Grenoble à partir de mars 2025.

## Carrière universitaire
Après un doctorat en sciences économiques en 1993 à l’Université de Nice Sophia Antipolis, il devient maître de conférences en économie à l’université Lumière Lyon 2 où il intègre le groupe d’analyse et de théorie économique, puis à l’université d’Auvergne - Clermont 1 où il rejoint  le centre d’études et de recherches sur le développement international dans lequel il est co-responsable de l’axe de recherche Institutions et développement. De 1999 à 2002 il est co-responsable du DESS Intelligence Economique et chargé d’études économiques à l’université d’Auvergne.
En 2000, il obtient l’habilitation à diriger des travaux de recherche à l’université d’Auvergne Clermont 1. Il est lauréat du premier concours national d’agrégation des universités en sciences économiques en 2002 et exercera en tant que professeur agrégé des universités à l’université de Metz puis à l’université d’Auvergne jusqu’en 2016.
Philippe Dulbecco a publié une cinquantaine de contributions et d’articles dans des revues nationales et internationales dans les domaines de l’économie de l’innovation, de l’économie du développement international, de l’analyse économique des institutions et de l’histoire de la pensée économique.
En parallèle de ces activités d’enseignement et de recherche il est nommé en 2005 chargé de mission pour l’économie à la mission scientifique technologique et pédagogique du MESR. Il y est  responsable de l’évaluation de l’ensemble des dispositifs de formation et de recherche dans le champ de l’économie. L’année suivante, il est nommé conseiller scientifique à la direction générale de l’enseignement supérieur. En 2007, il devient président de l’université d’Auvergne Clermont 1. Il restera à ce poste jusqu’en 2015. Sous son mandat, l’Université d’Auvergne Clermont 1 fait partie du premier groupe des universités à accéder aux responsabilités et compétences élargies. 
Elle devient également la première université à mettre en place une fondation universitaire issue de la loi LRU et à accéder à la dévolution du patrimoine immobilier. Partisan de publie plusieurs tribunes notamment dans Le Monde afin d’en souligner les enjeux et d’alerter sur les résistances à son déploiement généralisé.
Durant ces huit années à la tête de l’université d’Auvergne, il œuvrera à la mise en place du pôle de recherche et d’enseignement supérieur Clermont Université dont il assurera la présidence, puis de l’association clermontoise des établissements d’enseignement supérieur et de recherche, avant de mettre en chantier, avec le président de l’université Blaise Pascal Clermont 2, la fusion des universités clermontoises.
Il est engagé dans la construction du projet I-SITE (Initiatives – Science – Innovation – Territoires – Economie) clermontois, CAP 20-25 qu’il défendra lors des deux premières phases de sélection. Durant cette période il est expert pour l’ANR et l’AERES, puis l’HCERES] membre de la commission nationale du commerce équitable (2007-2013). Il préside le comité scientifique chargé d’évaluer le schéma régional d’aménagement et de développement durable des territoires (SRADDT) et le schéma régional d’infrastructure transport (SRIT) en région Auvergne (2007-2009). Il sera également président du conseil d’orientation de l’agence régionale d’amélioration des conditions de travail (ARACT) en Auvergne de 2005 à 2008. Sur la même période, il est nommé membre du comité de suivi de l’observatoire français de la conjoncture économique (OFCE).
Enfin, de 2010 à 2019, il préside la commission nationale spécialisée du département Territoires de l’IRSTEA.
Philippe Dulbecco aura l’occasion d’enseigner à plusieurs reprises à l’étranger durant sa carrière. Il est professeur invité à l’université de Barcelone en 1997, à l’institut supérieur de gestion de l’université de Tunis en 2000, puis à l’université du Caire de 2007 à 2009.
Conseiller spécial du président de la Fondation pour les études et recherches sur le développement international (Ferdi) entre  2016 et 2020, il contribue à créer l’Institut des hautes études du développement durable dont il devient le premier président du conseil d’orientation.

## Missions et travaux internationaux
En 2000, il contribue à une étude commandée par le ministère du développement industriel et des PME de Côte d’Ivoire visant à analyser l’incidence du traité instituant l’organisation mondiale du commerce (OMC) et de l’UEMOA. Cette dernière porte sur l’évolution à moyen et long terme de l’économie ivoirienne en général et de l’industrie en particulier. Elle vise à en évaluer l’impact  sur le renforcement et le développement de la coopération économique et commerciale avec le Ghana et la Guinée.
À la demande du secrétaire général de l’Organisation Mondiale des Douanes, il réalise en 2003 avec Bertrand Laporte un rapport intitulé « Comment financer la sécurisation de la chaîne logistique internationale » qu’il présentera devant l’assemblée générale de l’organisation mondiale des douanes.
L’année suivante, le centre pour le développement de l’entreprise (ACP-UE) lui commande une étude prospective et des propositions sur le rôle du centre pour le développement des entreprises dans le cadre des discussions sur le renouvellement de l’Accord de Cotonou.
En 2004 il contribue à l’évaluation à mi-parcours du système de vérification des importations à destination du Bénin, pour le compte du ministre des finances et de l’économie de la république du Bénin.
En 2005 il mène une mission de conseil auprès du président du comité des douanes d’Azerbaïdjan et du président du fonds social d’Azerbaïdjan sur le risque de syndrome hollandais dans le pays.
En 2018, il est chef de projet pour l’union européenne d’un jumelage Maroc-France visant à renforcer les capacités de l’Instance nationale d’évaluation des politiques publiques de l’éducation du Maroc.
En 2019, il pilote une étude sur la mise en œuvre du LMD en Côte d’Ivoire – étude réalisée par l'Agence française de développement pour le ministère de l’enseignement supérieur et de la recherche scientifique ivoirien.

## Carrière administrative
En 2016, Philippe Dulbecco est nommé inspecteur général de l’administration, de l’éducation nationale et de la recherche (IGAENR), puis de l’inspection générale de l’éducation, du sport et de la recherche (IGESR). Il quitte ses fonctions en 2020. Pendant ces 4 années, il pilote ou copilote un certain nombre de missions dont celle sur le pilotage et la maîtrise de la masse salariale des universités (2019). Il travaille également sur la transformation pédagogique et numérique des universités en 2018 ainsi que sur la mission de simplification dans le cadre de la LPR en 2020. Enfin, il va mener des missions d’audit et d’appui sur l’offre de formation et la gestion des charges d’enseignement d’universités, de 2017 à 2019.
Philippe Dulbecco nommé recteur délégué à l’enseignement supérieur, la recherche et l’innovation pour la région académique Provence-Alpes-Côte d’Azur de 2020 à 2022. Il s’agit alors d’installer une nouvelle fonction dont les contours sont à construire.
Ses principales actions portent sur :
- La mise en place d’une déclinaison territoriale de la politique de lutte contre les inégalités d’accès et de réussite dans l’enseignement supérieur
- La conception et le déploiement d’outils de pilotage dans les domaines du financement des établissements de l’enseignement supérieur mais aussi de la répartition territoriale des offres de formation du supérieur
- L’organisation et la structuration de la direction régionale académique de l’enseignement supérieur, de la recherche et de l’innovation.
Il conçoit et met en œuvre  la première Conférence territoriale de la qualité de vie étudiante en région PACA, dispositif qui a ensuite été dupliqué dans l’ensemble des régions académiques.

## Recteur de Guyane
Depuis 2022, il occupe les fonctions de recteur de l’académie de Guyane. Il a initié l’un des grands projets de la région académique,  « Guyane connectée, combler les écarts » qui consiste en l’ouverture de classes de 6ème et de 5ème dans l'ensemble des écarts de la Guyane, au sein desquelles les élèves ont accès à un enseignement à distance et en direct avec la classe de rattachement du collège de secteur.
Combler les difficultés de maîtrise de la langue française, c’est également une des priorités de Philippe Dulbecco en tant que recteur de l’académie. Un Plan lecture a été lancé avec l'appui de la Direction Générale de l'Enseignement Scolaire ( DGESCO) pour prévenir et lutter contre l’illettrisme. La stratégie développée consiste en l’harmonisation des méthodes d’apprentissage de la lecture, accompagnée de manuels de lecture distribués aux élèves de l’académie.
Le recteur travaille également depuis la rentrée 2024 au développement dans toutes les écoles de l'académie des compétences psycho-sociales pour les élèves des écoles maternelles et élémentaires. C’est à partir de ce socle que le rectorat va s’appuyer pour déployer les politiques de prévention des grossesses précoces, de la violence, et du harcèlement.
Face aux défis de l’attractivité de l’académie de Guyane et au sein de ladite académie, des sites éloignés et isolés le recteur a impulsé la création d’un  Attractivité, mobilité, proximité qui traite non seulement des conditions de recrutement mais aussi des conditions de vie et d’exercice du métier. Ce service a pour mission notamment de traiter les questions du logement, du transport des personnes et des biens, ou encore du numérique et de l'électricité. Des partenariats avec 3 grandes universités de l’Hexagone – Aix Marseille Université,Université Côte d’Azur et Université Clermont Auvergne – ont également été développés afin de mobiliser les jeunes diplômés de ces universités pour les besoins de l’académie de Guyane.

## Décorations
- Officier de l'ordre national du Mérite (nommé le 15 mai 2025 ; chevalier du 6 mars 2009)[6]
- Commandeur de l'ordre des Palmes académiques de droit en tant que recteur d'académie (2019)[7]
- Chevalier de l'ordre du Mérite agricole (2015)[8]
- Médaille d'honneur de l'engagement ultramarin, échelon argent (2025, à titre exceptionnel)[9]

### Publications
- Philippe Dulbecco, "Coopération, concurrence et coordination temporelle", thèse de doctorat sous la direction de Jean-Luc Gaffard, Nice, 1993.
- Philippe Dulbecco, "La dimension historique du temps dans une théorie néo-autrichienne de la firme et de l'organisation de l'industrie", Economie appliquée, 1998, p. 53-76
- Philippe Dulbecco, "Les stratégies des mutuelles sur le marché européen de l'assurance : une réponse orientée client ?", Market Management, 2001/1 Vol.1, p. 59-80

### Publications co-écrites
- Jean-Pierre Allegret, Philippe Dulbecco "Le comportement de la firme innovante : structure de gouvernance et mode de financement", Revue d'économie industrielle, 1998, p. 7-26
- Philippe Dulbecco, Pierre Garouste, "Towards an Austrian Theory of the Firm", The review of Austrian economics, Vol 12, n°1, pp43–64
- Philippe Dulbecco, Pierre Garrouste, "Structure de la production et structure de la connaissance. Eléments pour une théorie autrichienne de la firme", Revue Economique, 2000/1 n°51, p.75-101
- Philippe Dulbecco, Véronique Dutraive, "Processus de marché et changement institutionnel : pour un dialogue entre traditions autrichienne et institutionnaliste", Revue d'Economie Politique, 2002/2 Vol. 112, p. 229-253
- Jean-Pierre Allegret, Bernard Courbis, Philippe Dulbecco, "Intermédiation et stabilité financière dans les économies émergentes", Revue française d'économie, 2003, p. 213-242
- Philippe Dulbecco, Pierre Garrouste, "Théorie de la dynamique économique", Recherches économiques de Louvain, 2004/1 Vol.70, p. 5-29
- Philippe Dulbecco, Bertrand Laporte, "Le financement de la sécurisation du commerce international pour les pays en développement", Revue Tiers Monde, 2005/2 n°182, p. 427-447
- Philippe Dulbecco, Véronique Dutraive, "The meaning of the market : comparing Austrian and institutional economics", In: Geoffrey M. Hodgson, dir., "The Evolution of Economic Institutions. A Critical Reader", Edward Elgar, Cheltenham, UK • Northampton, MA, USA, pp160-182
- Florent Bresson, Mohamed E. Chaffai, Philippe Dulbecco et Patrick Plane, "Coopération industrielle et développement territorial : le textile et l'habillement à Sfax", Revue d'économie du développement, 2008/2 Vol.16, p. 37-60